# Дорошевичинский десант
Дорошевичинский десант 2—3 июля 1944 года — тактический речной десант, высаженный катерами Днепровской военной флотилии в ходе Белорусской наступательной операции Великой Отечественной войны.

## План операции
В ходе Белорусской наступательной операции корабли Припятского отряда кораблей Днепровской флотилии (командующий флотилией капитан 1-го ранга В. В. Григорьев) поддерживали наступление частей 61-й армии (командующий генерал-лейтенант П. А. Белов) 1-го Белорусского фронта (командующий Маршал Советского Союза К. К. Рокоссовский). В целях ускорения наступления по инициативе армейского командования было принято решение высадить силами 2-й бригады речных кораблей флотилии (в операции были задействованы 2 бронекатера и 2 полуглиссера) десант в селе Дорошевичи Петриковского района Гомельской области. Численность десанта составляла 230 человек (учебная рота из состава 51-й стрелковой дивизии, 66-й отдельный отряд дегазации и дымомаскировки флотилии), командир высадки — командир дивизиона бронекатеров капитан-лейтенант И. П. Михайлов.
В Дорошевичах противник располагал двумя батальонами пехоты, несколькими танками и орудиями из состава 2-й немецкой армии (командующий генерал-полковник Вальтер Вайс).

## Действия десанта
В ночь на 2 июля 1944 года бронекатера вышли из базы в Петрикове к Дорошевичам. В 7:45 утра катера высадили группу химиков флотилии (в операции они выполняли роль отряда специального назначения флотилии) в 5 километров восточнее Дорошевичей, после чего разведгруппа и бронекатера параллельно двигались к цели по берегу и по реке. Примерно в 9:40 разведчики ворвались на восточную окраину Дорошевичей и оттянули на себя внимание врага, а катера в это время высадили основные силы десанта непосредственно в село. Бой за село окончился его освобождением около 11 часов утра. Бронекатера оказывали бойцам артиллерийскую поддержку.
Однако до наступления темноты немцы предприняли несколько контратак, пытаясь отбить село. Ночью с 2 на 3 июля силы десанта сами перешли в контратаку, выбив немцев в рукопашной схватке с занимаемого рубежа от села. Этот ночной бой оказался наиболее кровопролитным. Утром 3 июля немцы вновь атаковали, но к тому времени на помощь десанту прибыл отряд бронекатеров и атаковавшие были рассеяны сильным артиллерийским огнём. К исходу дня бои в районе села прекратился, противник отошёл.
В бою уничтожено несколько десятков солдат противника, уничтожено 4 танка. Потери десанта были незначительны, из состава разведотряда флотилии погибло 4 моряка, свыше 10 были ранены, в экипажах катеров погибли двое и был тяжело ранен один моряк. Геройски погибшему в этом бою командиру 66-го отдельного отряда дегазации и дымомаскировки флотилии младшему лейтенанту Н. П. Чалому посмертно присвоено звание Героя Советского Союза.
Освобождение Дорошевичей ускорило продвижение советских войск вдоль реки Припять на запад. В бою за Дорошевичи личный состав кораблей проявил мужество и воинское мастерство.